# Perdita gentilis
Perdita gentilis är en biart som beskrevs av Timberlake 1962. Perdita gentilis ingår i släktet Perdita och familjen grävbin. Inga underarter finns listade i Catalogue of Life.